# Black Eyes
Black Eyes (с англ. — «Черные Глаза») — американская постпанк-группа из Вашингтона, которая изначально существовала с августа 2001 года по март 2004 года и распалась за два месяца до выхода своего второго альбома Cough. Группа воссоединилась, чтобы отпраздновать 20-ю годовщину своего одноимённого полноформатного дебютного альбома Black Eyes, объявив о переиздании в 2023 году и своих первых живых выступлениях за 19 лет. Участниками Black Eyes являются Дэн Калдас, Дэниел Мартин-Маккормик, Хью МакЭлрой, Джейкоб Лонг и Майк Канин.
Инструментальный состав создает ритмичное и драйвовое звучание, похожее на Liars, Q and Not U, Fugazi и Girls Against Boys, в то время как тексты исследуют тьму и насилие в проницательной, но двусмысленной рок-поэзии.

## Дискография
Альбомы
- Black Eyes (Dischord, 2003)[7][8]
- Cough (Dischord, 2004)[9][10]